# 500 kHz
Nell'ambito del Servizio Radio Mobile Marittimo, per circa 90 anni, sulle onde medie, la frequenza di 500 kHz è stata quella utilizzata in radiotelegrafia, per il soccorso, l'urgenza, la sicurezza, la chiamata e la risposta. Solo nel 1999 tali servizi sono  stati sostituiti definitivamente da sistemi digitali satellitari che hanno messo fine a tutte le operazioni che si espletavano in CW.
Tutte le stazioni radio che utilizzavano la radiotelegrafia in onda media avevano l'obbligo di assicurare l'ascolto continuo sulla 500 kHz, anche se erano impegnate su altre frequenze o con un operatore preposto oppure, in caso di stazioni radio con un solo operatore,  con l'ausilio di un ricevitore sintonizzato su tale frequenza munito di altoparlante attivo o con un ricevitore automatico di allarme. Tutte le altre stazioni radio che non facevano corrispondenza pubblica su tale banda dovevano comunque assicurare l'ascolto almeno durante i periodi di silenzio stabiliti
L'ascolto continuo e costante su tale frequenza era necessario perché doveva essere assicurata la sicurezza della vita umana in mare, infatti il compito principale della 500 kHz era quello di avere una sentinella sempre presente in caso di necessità.
Il soccorso era perciò l'attività principale per cui nacque tale servizio. Il tutto era regolamentato in maniera molto precisa affinché non vi potessero essere errori o dubbi di qualsiasi genere.
La procedura del traffico di soccorso in radiotelegrafia consisteva in:
- trasmissione del segnale di allarme
- attesa di 2 minuti quando fosse possibile
- trasmissione del segnale di soccorso
- trasmissione del messaggio di soccorso.

Il segnale di soccorso,  diventato negli anni molto famoso, era il notissimo SOS trasmesso come se fosse un segnale unico e non come se fossero tre lettere staccate. Il suono caratteristico che ne derivava era riconosciuto immediatamente fra tutti i segnali radio che erano presenti in frequenza. Questo segnale indicava un pericolo immediato per una nave che poteva portare all'affondamento e alla perdita dell'equipaggio.
In caso invece di pericolo per la vita umana in genere, causato da qualsiasi natura, si trasmetteva sempre sulla 500 kHz un messaggio di urgenza preceduto dal segnale caratteristico delle tre XXX trasmesso per tre volte ben distanziato.
Se invece la natura del pericolo riguardava la sicurezza della navigazione, come per esempio una forte burrasca, o il ritrovamento in mare di un tronco d'albero alla deriva, si trasmetteva un messaggio di sicurezza preceduto dal segnale delle tre TTT trasmesso per tre volte ben distanziato.
In zone di forte traffico, di solito, per evitare di contribuire a sovraccaricare con la propria emissione il già forte traffico esistente, si preferiva avvisare con una chiamata generale le stazioni in ascolto e passare a trasmettere il messaggio di Sicurezza direttamente sulla propria frequenza di lavoro. 
Altro compito della 500 kHz, oltre ai messaggi sopra citati, era la chiamata e la risposta che tutte le stazioni che adoperavano tale banda erano obbligati a fare per espletare il traffico di routine. Infatti ogni operatore assicurava l'ascolto su tale frequenza e sempre sulla stessa rispondeva.  In zone di forte traffico non c'era quasi mai la possibilità di avere la frequenza libera nemmeno per un momento. La propagazione su tale banda era stata scelta per avere la possibilità di comunicare efficacemente entro un raggio che poteva variare dalle due alle trecento miglia marine di giorno (propagazione terrestre) e di svariate centinaia di miglia di notte (propagazione ionosferica). Quindi in zone come il Nord Europa, il Mediterraneo o in zone dove vi erano tante stazioni radio vicine l'una all'altra,  era un vero problema riuscire a farsi sentire. 
Al fine di aumentare la sicurezza della vita umana in mare proprio per queste ragioni, furono stabiliti dei periodi di silenzio in cui tutte le trasmissioni comprese nella la banda tra 485 kHz e 
515 kHz dovevano essere interrotte e ciò avveniva dal 15' al 18' e dal 45' al 48' di ogni ora.

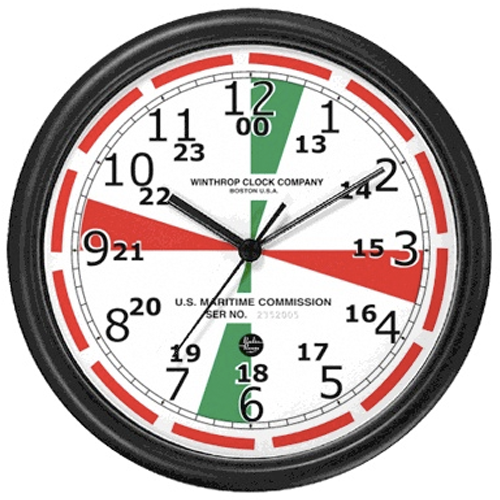
Radio Orologio

Orologio di una stazione radio di bordo con i settori dei periodi di silenzio marcati in rosso
Ogni stazione radio del Servizio Radio Mobile Marittimo che assicurava traffico radiotelegrafico su onda media aveva in dotazione un orologio particolare su cui erano segnati in colore rosso i minuti di silenzio obbligatori. 
Ogni trasmissione sulla  500 kHz, che non fosse il traffico di soccorso, doveva durare il meno possibile, questo sempre per agevolare quanto più possibile l'ascolto di un'eventuale chiamata di soccorso. Prima di trasmettere era  obbligatorio prestare ascolto per qualche momento per rendersi conto che non vi  fosse in atto un soccorso.

## La 500kHz e il fattore umano
Nessuna frequenza  poteva vantare un ascolto tanto meticoloso e costante come quello sulla 500 kHz. Gli operatori radio del Servizio Mobile Marittimo abbracciavano di fatto tutto il globo sia con quelli in navigazione, sia con quelli che, nelle loro stazioni costiere, mantenevano un ascolto continuo nell'area di loro competenza.
La 500 kHz per i marconisti di bordo cambiava a seconda della zona dove di volta in volta si dirigevano, infatti nelle aree tropicali, le onde medie si riempivano spesso di un fastidioso QRN causato dalle frequenti scariche elettriche naturali che imperversavano a quelle latitudini, mentre nelle zone temperate a latitudini più alte, i segnali erano di solito molto puliti, ben distinguibili l'uno dall'altro. 
I marconisti di bordo si dovevano anche adattare alle abitudini delle varie stazioni costiere che incontravano di volta in volta, questo perché, benché il regolamento fosse lo stesso per tutti, ogni stazione costiera aveva una propria caratteristica che era data dalla preparazione personale degli operatori, dalla struttura tecnica degli impianti, dal traffico più o meno intenso che doveva sopportare e dall'area geografica di competenza.
Gli operatori delle stazioni costiere impiegati in modo continuo sulla 500 kHz, raggiungevano con l'esperienza, una sensibilità particolare nell'ascoltare sempre la stessa zona di competenza, che di fatto non era poi troppo vasta.
Questo comportava una conoscenza dei segnali, che le altre stazioni fisse emettevano in continuazione, talmente dettagliata, da riuscire non solo a riconoscere la manipolazione dell'operatore che in quel momento trasmetteva, ma anche lo stato d'animo dello stesso, perché in definitiva i colleghi che prestavano servizio erano sempre gli stessi.
Per quanto riguardava invece la nave di passaggio nella propria area, questa veniva seguita durante la traversata, anche per la caratteristica particolare che ogni trasmettitore aveva (di solito a valvole) che rappresentava "la voce" personale della nave in questione.
L'operatore sulla 500 kHz impiegato nelle stazioni costiere quindi aveva non solo una capacità auditiva di controllo delle emissioni radio ma addirittura una visione panoramica virtuale dei segnali come se li vedesse figurati nella propria mente.
La 500 kHz comunque non era solo quanto descritto sopra, infatti gli operatori radio del S.R.M.M. ogni volta che montavano di servizio, entravano nel mondo particolare del loro lavoro e come ogni lavoratore, avevano i loro strumenti, le loro apparecchiature, esattamente come il ferroviere ha il treno,  il muratore i mattoni, il medico i farmaci ed i pazienti. L'R.T. qualsiasi cosa facesse, a bordo di una nave con un solo operatore, aveva sempre come compagnia, la frequenza dei 500 kHz, ben in evidenza.
Nelle zone di forte traffico era sempre immerso in decine e decine di chiamate e risposte, avvisi vari emessi da ogni tipo di stazione. Era il normale lavoro quotidiano, il solito tran-tran commerciale perché non c'era altra possibilità per comunicare da una certa distanza, tutti indistintamente erano sintonizzati sempre su una sola frequenza: la 500 kHz.
Eppure non è solo questo che rendeva tale frequenza particolare, perché lo scopo principe dell'ascolto non era certo per l'uso commerciale, questo è avvenuto in seguito. L'importante era assicurare l'ascolto su tale frequenza allo scopo di mantenere una sorveglianza, che in caso di pericolo, qualsiasi cosa succedesse, l'operatore fosse pronto a dare l'allarme, fosse in grado di porre rimedio in qualche modo, una presenza che avrebbe assicurato la salvezza di quanti, andando per mare, avessero avuto la necessità di essere salvati, perché non bisogna dimenticare che il mare non sempre  è amico, spesso per mille motivi può essere molto crudele col genere umano.
L'unico legame con la terra, o con qualche altra nave, era proprio la radio e la 500 kHz era la frequenza  preposta alla trasmissione e alla ricezione dei segnale e dei messaggi di soccorso in radiotelegrafia su onda media.
Quando si sentivano le 12 linee di 4 secondi ciascuna intervallate da un secondo (segnale di allarme) si interrompeva immediatamente ogni trasmissione. Era il preludio dell'arrivo del segnale di soccorso e del relativo messaggio.

Qualcuno in mare era nei guai e in guai seri. Poi nell'ascoltare il segnale di SOS, il brivido che serpeggiava su e giù per la schiena era inevitabile. Ogni operatore in ascolto non poteva fare a meno di partecipare, anche se da lontano, al dramma che sicuramente si stava vivendo nella zona del soccorso. La mente andava là dove i marinai lottavano in qualche modo per la loro sopravvivenza e fino a che, tutte le operazioni di soccorso non fossero state portate a termine, fino a che tutto non fosse finito, gli operatori in ascolto non rallentavano la guardia e non si rilassavano. Solo al ricevimento del segnale QUM (- voce del codice Q – le operazioni normali possono riprendere), tutto finiva.  

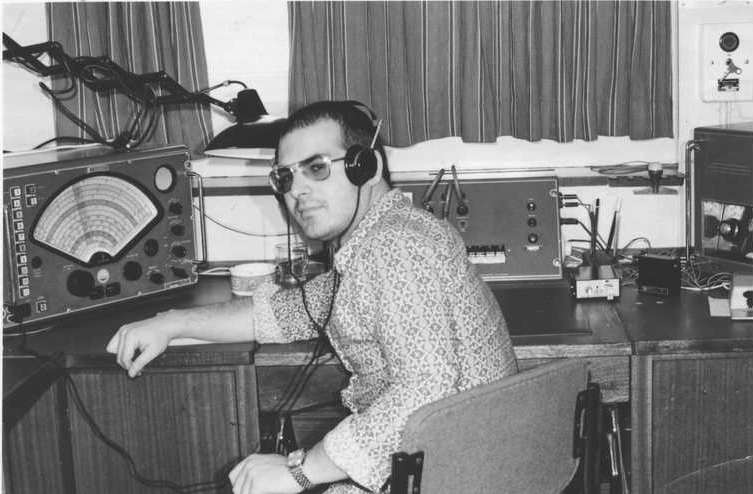
Ufficiale RT a bordo di una nave mercantile Italia

La 500 kHz è stata la frequenza principale di ogni marconista una vera compagna, sempre presente, sempre vicina e soprattutto  sempre pronta in caso di necessità a dare assistenza. Una sicurezza per il navigante ineguagliabile. Grazie 500 kHz a nome di tutte le persone che per mezzo tuo si sono salvate in tutti questi anni.

## Bande comprese fra 415kHz e 535kHz

### Chiamata e risposta
La frequenza di 500 kHz era la frequenza internazionale di soccorso in radiotelegrafia (comunicazioni di soccorso, di urgenza e di sicurezza)
Ad eccezione di tale uso, la frequenza 500 kHz poteva essere usata soltanto:
- per la chiamata e la risposta in telegrafia Morse;
- dalle stazioni costiere per annunciare in telegrafia Morse la trasmissione delle loro liste di chiamata.

Per facilitare la ricezione delle chiamate di soccorso, le altre trasmissioni sulla frequenza 500 kHz dovevano essere ridotte al minimo e prima di trasmettere, una stazione doveva ascoltare su questa frequenza per un periodo di tempo sufficiente, per essere certa che nessun traffico di soccorso fosse in atto.
Tali disposizioni non si applicavano alle stazioni in pericolo.
La frequenza generale di chiamata che deve, salvo nel caso di utilizzazione dei sistemi di telegrafia a impressioni diretta o di sistemi similari, essere usata da ogni stazione di nave o da ogni stazione costiera che lavora in radiotelegrafia nelle bande autorizzate fra 415 kHz e 535 kHz, nonché dalle aeronavi che desiderano entrare in comunicazione con una stazione del servizio mobile marittimo che utilizzi frequenze di tali bande, è la frequenza di 500 kHz.
Una stazione di nave che chiama una stazione costiera deve, ogni volta che sia possibile e soprattutto nelle zone a traffico intenso, indicare alla stazione costiera che è pronta a ricevere sulla frequenza di lavoro di tale stazione.
La stazione di nave deve assicurarsi prima che questa frequenza non sia già usata dalla stazione costiera.
La  frequenza di risposta ad una chiamata trasmessa sulla frequenza generale di chiamata era:
- sia la frequenza di 500 kHz;
- sia la frequenza indicata dalla stazione che chiamava.

### Traffico
Le stazioni costiere che lavoravano nelle bande autorizzate fra 415 kHz e 535 kHz dovevano essere in condizione di usare almeno un'altra frequenza diversa dalla 500 kHz.
Una di queste frequenze addizionali era indicata in grassetto nella Nomenclatura delle stazioni costiere ed era la frequenza normale di lavoro della stazione.
Oltre alla loro frequenza normale di lavoro, le stazioni costiere potevano usare, nelle bande autorizzate, alcune frequenze supplementari.
Le stazioni di nave e le stazioni costiere usavano emissioni della classe A1A (CW) sulle loro frequenze di lavoro.
In deroga alle disposizioni che regolavano l'uso della 500 kHz e a condizioni di non disturbare i segnali di soccorso, urgenza, sicurezza e di chiamata e di risposta, tale frequenza poteva essere usata per la radiogoniometria fuori delle zone a traffico intenso.
Le stazioni di nave che lavoravano nelle bande autorizzate fra 415 kHz e 535 kHz dovevano usare frequenze di lavoro scelte fra le seguenti: 425 kHz, 454 kHz, 468 kHz, 480 kHz e 512 kHz.
Nessuna stazione costiera era autorizzata a trasmettere sulle frequenze di lavoro riservate alle stazioni di nave in qualsiasi parte del mondo.
Le stazioni di nave potevano usare la frequenza di 512 kHz come frequenza di chiamata supplementare in telegrafia Morse quando la frequenza 500 kHz era utilizzata per il soccorso.

## Trasmissioni di urgenza e di sicurezza

### Segnale e messaggi di urgenza
In radiotelegrafia Morse, il segnale di urgenza consisteva in tre ripetizioni del gruppo XXX trasmesso separando bene i tre gruppi.
Il segnale di urgenza veniva trasmesso prima della chiamata. Esso indicava che la stazione che chiamava doveva trasmettere un messaggio urgentissimo concernente la sicurezza di una nave, di un'aeronave, o di una persona. Il segnale di urgenza poteva essere trasmesso soltanto con l'autorizzazione del comandante, esso poteva essere trasmesso anche da una stazione costiera soltanto con l'approvazione dell'autorità responsabile.
Il segnale di urgenza e il messaggio che lo seguiva venivano trasmessi sulla 500 kHz, tuttavia nel servizio mobile marittimo, il messaggio veniva trasmesso su una frequenza di lavoro:
- se si trattava di un messaggio lungo o di un avviso medico oppure
- nelle zone a traffico intenso se si trattava della ripetizione di un messaggio trasmesso già sulla 500 kHz.

### Segnale e messaggi di sicurezza
In radiotelegrafia, il segnale di sicurezza consisteva nella ripetizione del gruppo TTT trasmesso tre volte e separando bene i tre gruppi.
Il segnale di sicurezza veniva trasmesso prima della chiamata, esso indicava che la stazione stava per trasmettere un avviso importante ai naviganti o un importante avviso meteorologico.
Il segnale di sicurezza e la chiamata venivano trasmessi sulla 500 kHz mentre il messaggio o i messaggi venivano trasmessi su una frequenza di lavoro. Nel servizio mobile marittimo, i messaggi di sicurezza generalmente erano indirizzati a tutte le stazioni, in certi casi, potevano essere indirizzati ad una determinata stazione.
Il segnale di sicurezza doveva essere trasmesso verso la fine del più prossimo periodo di silenzio  e l'operatore di bordo doveva ascoltare il messaggio di sicurezza finché non fosse stato sicuro che non fosse di interesse alla navigazione della propria unità.

## Segnali di allarme e di avvertimento

### Segnale di allarme radiotelegrafico
L'uso del segnale radiotelegrafico di allarme era di vitale importanza, in modo particolare quando questi segnali venivano trasmessi da una nave in pericolo nelle ore in cui gli operatori non erano in servizio. Nell'interesse della massima sicurezza della vita umana in mare, gli operatori radiotelegrafisti avevano il dovere di controllare l'efficienza del funzionamento del generatore automatico dell segnale di allarme sia del ricevitore automatico di detto segnale.
Il segnale di allarme radiotelegrafico era composto da una serie di dodici linee trasmesse in un minuto; la durata di ogni linea era di quattro secondi e l'intervallo consecutivo tra due linee consecutive era di un secondo.
Questo segnale aveva lo scopo:
di far funzionare i dispositivi automatici di allarme che avevano lo scopo di richiamare l'attenzione dell'operatore quando non era in ascolto sulla frequenza di soccorso.
Detto segnale indicava che stava per seguire:
- una chiamata o un messaggio di soccorso
- l'emissione di un avviso urgente di un ciclone, che deve essere preceduto dal segnale di sicurezza. In questo caso, potevano essere utilizzati dalle stazioni autorizzate dal loro governo;
- che una o più persone sono cadute in mare.

In tal caso, potevano essere usati solo se era necessario l'aiuto di altre navi e se l'uso del solo segnale di urgenza non permetteva di ottenere un aiuto efficace, il successivo messaggio doveva essere seguito dal segnale di urgenza.
Gli apparecchi automatici destinati alla ricezione del segnale di allarme radiotelegrafico dovevano soddisfare le seguenti condizioni:
- l'apparecchio doveva funzionare sotto l'azione del segnale di allarme trasmesso in radiotelegrafia con emissioni delle classi A2B e H2B almeno,
- l'apparecchio doveva registrare il segnale di allarme nonostante i disturbi atmosferici e da segnali potenti diversi dal segnale di allarme,
- l'apparecchio doveva possedere un minimo di sensibilità tale da funzionare sotto l'azione di un segnale di allarme emesso dal trasmettitore di soccorso di una stazione di nave, a qualsiasi distanza da detta stazione fino alla portata fissata per detto trasmettitore dalla Convenzione internazionale per la salvaguardia della vita umana in mare e preferibilmente a distanze maggiori,
- l'apparecchio doveva segnalare qualsiasi avaria che poteva impedirne il funzionamento normale nei periodi di ascolto.